# Otívar
Otívar er en by og kommune i det sydøstlige Spanien i provinsen Granada. Den har et indbyggertal på 1.038 (2024) indbyggere.